# グリーンパーク・響灘緑地
グリーンパーク・響灘緑地（グリーンパーク・ひびきなだりょくち）は、福岡県北九州市若松区にある都市公園である。

## 概要
北九州市若松区の頓田貯水池を中心とした市内最大の広域公園「響灘緑地」（計画面積281.2ha）内に位置し、1991年（平成3年） に開催された第8回全国都市緑化フェア（グリーンルネッサンス北九州'91）の跡地に翌1992年（平成4年）4月1日に開園した。なお、現在園内の施設となっている「ひびき動物ワールド」は、1989年（平成元年）3月26日に単独施設としてオープンした。
「グリーンパーク （響灘緑地）」で平成5年度手づくり郷土賞（自然とふれあう水辺づくり）受賞。
2014年（平成26年）4月より、新たな指定管理者「グリーンパーク活性化共同事業体」（代表企業：株式会社オリエンタルコンサルタンツ、構成員：株式会社ファーム、株式会社オーエヌグループ、第一警備保障株式会社、株式会社フーディア）が、それまでの財団法人北九州市都市整備公社（現：公益財団法人北九州市どうぶつ公園協会）に代わり運営を行っている（ひびき動物ワールドは除く）。
2019年（令和元年）5月、100台を環状につなげた全長約163mのブランコを新設。世界一長いブランコとギネス認定された。

## 公園内の施設
- 大芝生広場 - 4haの広大な大芝生広場
- 世界最長のブランコ - 163.35m（535ft 11in）でギネス世界記録™に認定された100人乗りのブランコ
- バラ園 - 約320種2500株のバラが咲き誇るバラ園。春と秋に「バラフェア」が開催される
- 熱帯生態園
- 熱帯果樹温室
- 都市緑化センター
- 野外ステージ
- ポニー広場
- ひびき動物ワールド
  - 約250匹の有袋類がいる動物園[4][5]。カンガルー広場には直接入って触れ合うことができる。飼育動物は、カンガルー（オオカンガルー：Eastern grey kangaroo）、ワラルー（ケナガワラルー：Eastern Wallaroo）、ワラビー（ロックワラビー：Yellow-footed Rock-wallaby）。

## 過去に存在した施設
- ひびきプレイランド - グリーンパーク開設直後には、前年に開催された都市緑化フェアで設置されていた遊具を引き継ぐ形で、遊園地「ひびきプレイランド」が営業（別途入場料が必要）していたが、短期間で営業終了し、遊具は撤去されている。
- ひびきタワー - 都市緑化フェアで設置された回転昇降式展望台が園内で営業していたが、2009年（平成21年）3月31日で営業終了[6]。

## 交通
- JR九州筑豊本線二島駅からタクシーで8分
- 二島駅から北九州市営バス亀の井ホテル玄界灘ゆきに乗車し「響灘緑地入口」バス停下車
- 北九州高速4号線黒崎出入口から10㎞
- 駐車場あり

## ギャラリー

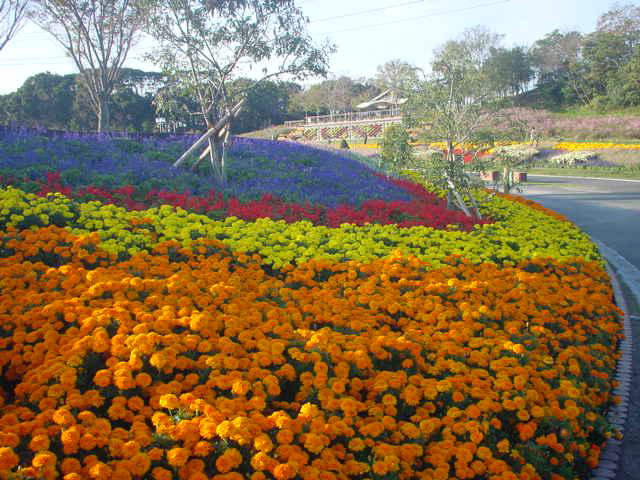
大花壇のマリーゴールド
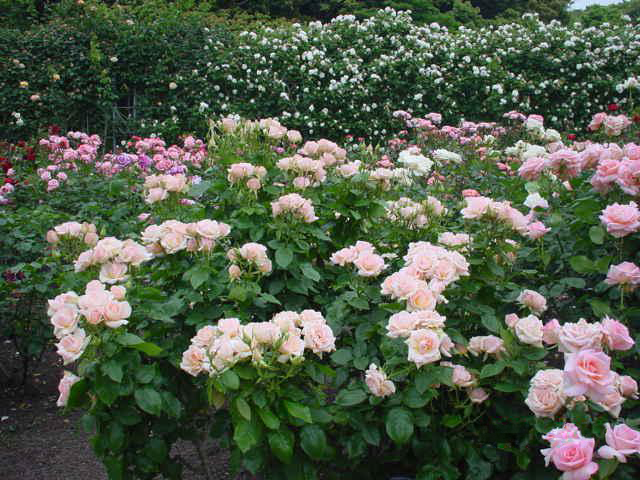
バラ園
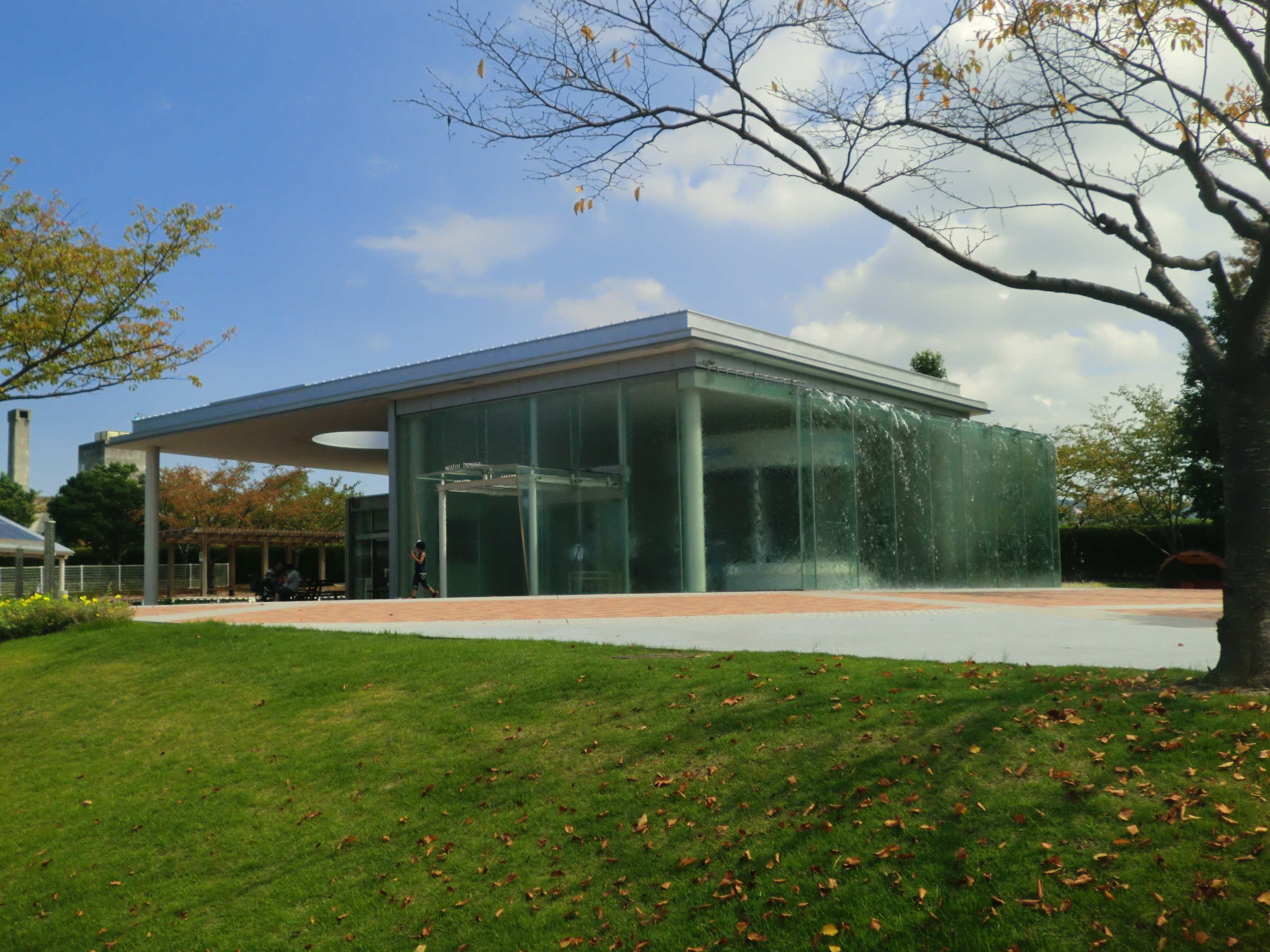
ウォーターハウス（多目的施設）